# Acacia latisiliqua
Acacia latisiliqua é uma espécie de leguminosa do gênero Acacia, pertencente à família Fabaceae.